# Dreistreifen-Baumsteiger

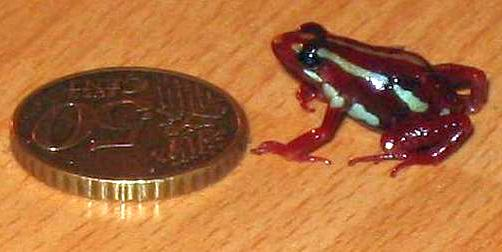
Dreistreifen-Baumsteiger im Vergleich zu einer 50-Eurocent-Münze

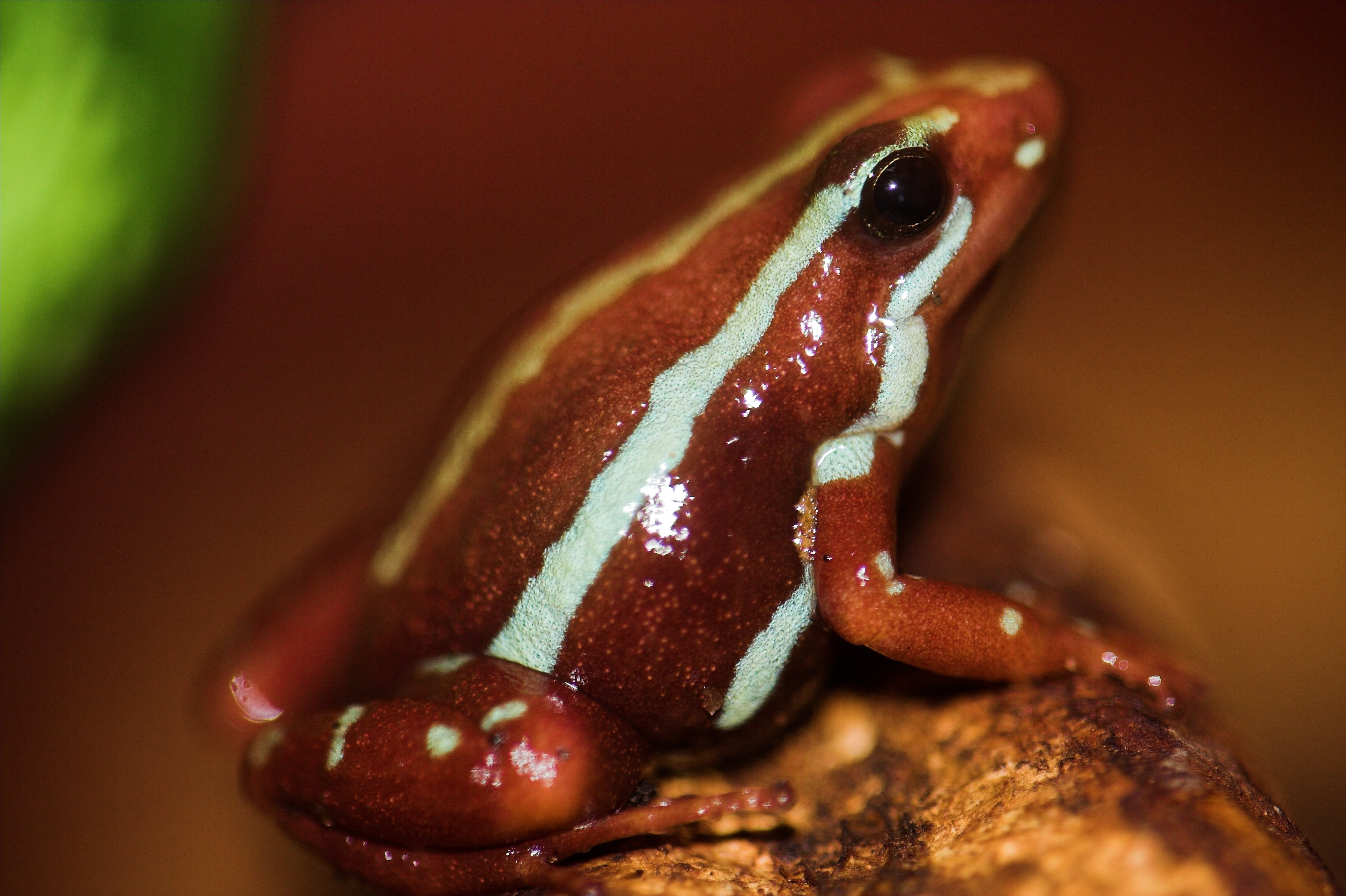

Der Dreistreifen-Baumsteiger (Epipedobates tricolor), auch Dreifarbiger Baumsteiger, ist ein in Ecuador beheimateter Froschlurch aus der Familie der Baumsteigerfrösche (Dendrobatidae; auch: Pfeilgiftfrösche).

## Merkmale
Die adulten Frösche haben eine Kopf-Rumpf-Länge von 22 bis 22,5 Millimetern bei den Weibchen beziehungsweise 20 bis 20,5 Millimetern bei den Männchen. Sie weisen drei blass- bis zitronengelbe Streifen auf dunkelrotbrauner bis schwarzer Grundfarbe auf sowie kräftig rote Signalflecken unter anderem auf dem Oberarmansatz und an der Innenseite der Unterschenkel. Die Tiere können ein Alter von 10 bis 15 Jahren erreichen.

## Lebensweise
Die tagaktiven, überwiegend auf dem Waldboden und in niedriger Vegetation lebenden Frösche ernähren sich von kleinen Insekten wie Springschwänzen, kleinen Käfern und Ameisen. Die Männchen rufen recht laut – die „Qualität“ ihrer Rufe ist für die Weibchen ein wesentliches Kriterium bei der Partnerwahl.
Die Männchen sind territorial, müssen aber möglicherweise jeden Morgen aufs Neue ein Territorium besetzen. Wenn ein Männchen in das Territorium eines Rivalen eindringt, kann es zu Aggressionen kommen.
Die Eier haben rund 2 mm Durchmesser und werden in Falllaub gelegt. Die schlüpfenden Larven werden von den Männchen dann zu fließenden oder stehenden Gewässern getragen.

## Verbreitung, Gefährdung und Schutz
Von Epipedobates tricolor sind nur sieben Populationen entlang von Bachläufen in Höhenlagen zwischen 1000 und 1769 Meter in der ecuadorianischen Provinz Bolívar bekannt. Aufgrund von Habitatverlusten sowie möglicherweise auch durch Pestizide, Fang durch Sammler sowie zu medizinischen Zwecken und durch die Pilzerkrankung Chytridiomykose gilt die Art als stark gefährdet (Endangered laut IUCN). Sie steht unter Artenschutz (Wa 2, EG-VO B).

## Systematik
Epipedobates tricolor ist die Typusart der Gattung; wichtige Synonyme sind Phyllobates tricolor und Dendrobates tricolor. In den 1970er-Jahren kam es zu einer Verwechslung von Typenmaterial von Epipedobates anthonyi, weshalb die beiden Arten auch in der Folge gelegentlich miteinander vertauscht wurden.
Die Art ist Teil der „West-Anden-Klade“ der Gattung Epipedobates, die sich vor rund 10 Millionen Jahren durch die Hebung der Anden von der amazonischen Klade trennte.